# 키사이치 아츠시
키사이치 아츠시(일본어: 私市 淳 きさいち あつし[*], 1972년 2월 23일 ~ )는 일본의 성우이다.

## 출연작
- 주요인물 및 주인공일 경우, 굵은 글씨로 표기.

### TV 애니메이션
1993년
푸른 전설의 슛 - 엔도 토오루
1996년
드래곤볼 GT - 우부
사이버 포뮬러 사가 - 필 프리츠
용자지령 다그온 - 하시바 류
1998년
그와 그녀의 사정 - 아사바 히데아키
만능문화요랑 - 시마사키 린타로
사이버 포뮬러 신 - 필 프리츠
2001년
마호로매틱 - 카와하라 키요미
별의 커비 - 메티나이트 경
암스 - 키스 그린
오프사이드 - 야쿠마루 히데키
2002년
마호로매틱 ~더 아름다운 것 - 카와하라 키요미
사립 아라소이소 고등학교 학생회 집필부 - 후지와라 유우스케
아이즈 - 테라타니 야스마사
카논 - 아이자와 유이치
2004년
몽키턴 - 키시모토 히로시
이 추하고도 아름다운 세계 - 아사쿠라 신이치
학원 앨리스 - 사쿠라노 슈이치
2005년
세인트 세이야 명왕 하데스 명계편 - 뮤
좋아하는 것은 좋으니까 어쩔 수 없어!! - 이치카와 카쿠
2006년
그늘에서 지킨다! - 카게모리 마모루
유성의 록맨 - 제미니
채운국 이야기 - 벽박명
코드기어스 반역의 를르슈 - 사성검
2007년
사랑하는 안젤리크 ~빛나는 내일~ - 팀카
크게 휘드르며 - 하마다 요시로
2010년
크게 휘드르며 여름대회편 - 하마다 요시로

### OVA
1996년
사이버 포뮬러 사가-필 프리츠
1997년
용자지령 다그온OVA-수정 눈동자의 소년-하시바 류
2000년
안젤리카 OVA 시리즈 - 팀카
2002년
아이즈 - 테라타니 야스마사
2009년
마호로매틱 특별편 - 카와하라 키요미

### 극장판
2002년
피아캐롯에 어서오세요 극장판 ~사야카의 사랑이야기~ - 칸나즈키 아키히코